# Hale Upparahalli, Gauribidanur
Hale Upparahalli là một làng thuộc tehsil Gauribidanur, huyện Kolar, bang Karnataka, Ấn Độ.